# Sauber C17
Sauber C17 je Sauberjev dirkalnik Formule 1, ki je bil v uporabi v sezoni 1998, ko sta z njim dirkala Jean Alesi in Johnny Herbert. Medtem ko je 
Johnny Herbert dosegel le eno uvrstitev med dobitnike točk s šestim mestom na prvi dirki za Veliko nagrado Avstralije, je Jean Alesi dosegel tretje mesto na Veliki nagradi Belgije, ob tem pa še dve peti in eno šesto mesto. Skupno je to moštvu prineslo šesto mesto v konstruktorskem prvenstvu z desetimi točkami.

## Popolni rezultati Formule 1
(legenda) (odebeljene dirke pomenijo najboljši štartni položaj, poševne pa najhitrejši krog)
| Leto | Moštvo | Motor        | Gume | Dirkači        | 1   | 2   | 3   | 4   | 5   | 6   | 7   | 8   | 9   | 10  | 11  | 12  | 13  | 14  | 15  | 16  | Toč | Prv |
| ---- | ------ | ------------ | ---- | -------------- | --- | --- | --- | --- | --- | --- | --- | --- | --- | --- | --- | --- | --- | --- | --- | --- | --- | --- |
| 1998 | Sauber | Petronas V10 | G    |                | AVS | BRA | ARG | SMR | ŠPA | MON | KAN | FRA | VB  | AVT | NEM | MAD | BEL | ITA | LUK | JAP | 10  | 6.  |
| 1998 | Sauber | Petronas V10 | G    | Jean Alesi     | Ret | 9   | 5   | 6   | 10  | 12  | Ret | 7   | Ret | Ret | 10  | 7   | 3   | 5   | 10  | 7   | 10  | 6.  |
| 1998 | Sauber | Petronas V10 | G    | Johnny Herbert | 6   | 11  | Ret | Ret | 7   | 7   | Ret | 8   | Ret | 8   | Ret | 10  | Ret | Ret | Ret | 10  | 10  | 6.  |